# Nototriche acaulis
Nototriche acaulis là một loài thực vật có hoa trong họ Cẩm quỳ. Loài này được (Cav.) Krapov. mô tả khoa học đầu tiên năm 1973.